# Drepanogynis nigrapex
Drepanogynis nigrapex är en fjärilsart som beskrevs av Louis Beethoven Prout 1913. Drepanogynis nigrapex ingår i släktet Drepanogynis och familjen mätare. Inga underarter finns listade i Catalogue of Life.